# Teorema fundamental de la teoría local de curvas
En geometría diferencial, el teorema fundamental de las curvas espaciales establece que toda curva regular en el espacio euclídeo tridimensional queda determinada, salvo movimiento rígido, por su curvatura y torsión.  
Es decir, si sabemos cuál es la curvatura y la torsión de una curva en todos sus puntos, podemos reconstruir exactamente su forma. La forma que obtengamos, sin embargo, no estará determinada de manera única, pero dos posibles reconstrucciones cualesquiera sólo pueden diferir por un movimiento rígido de {\displaystyle \mathbb {R} ^{3}}, es decir, una transformación afín que conserve las distancias y la orientación del espacio (una traslación o una rotación, por ejemplo, pero no una simetría, pues aunque conserve las distancias, no conservaría la orientación).
Una manera de justificar intuitivamente esta indeterminación es notar que la curvatura y la torsión son parámetros locales de la curva: en cada punto, sólo dependen de cómo cambia la curva en un entorno suyo. Así, aunque sí que nos permiten saber cuál es la "forma de la curva" en cada punto, no nos darán información sobre la colocación concreta de la misma en el espacio.

## Definiciones previas
Una curva parametrizada diferenciable en {\displaystyle \mathbb {R} ^{3}} es una aplicación {\displaystyle \gamma \colon I\subseteq \mathbb {R} \to \mathbb {R} ^{3}} de clase {\displaystyle {\mathcal {C}}^{\infty }(I)}. Una manera intuitiva de interpretar la definición es que {\displaystyle t\in I} representa el tiempo, y entonces {\displaystyle \gamma (t)\in \mathbb {R} ^{3}} es la posición de una partícula en el espacio a tiempo {\displaystyle t}. La trayectoria de la partícula sería la curva. 
Decimos que {\displaystyle \gamma } está parametrizada por el arco si {\displaystyle \Vert \gamma '(t)\Vert =1} en todo tiempo {\displaystyle t}. Siguiendo con la interpretación anterior, {\displaystyle \gamma '(t)} representaría el vector velocidad del movimiento, y {\displaystyle \Vert \gamma '(t)\Vert } la velocidad (escalar) de la partícula. Así, diremos que {\displaystyle \gamma } está parametrizada por el arco si se recorre a velocidad constante igual a 1. 

### Triedro de Frenet, curvatura y torsión

El triedro de Frenet-Serret moviéndose a lo largo de una hélice. La T está representada por la flecha azul, la N por la flecha roja, y la B por la flecha negra.

Las siguientes definiciones se hacen bajo la hipótesis de que la curva está parametrizada por el arco, que es todo lo que necesita esta página. Para las definiciones generales, véase Geometría diferencial de curvas.
Dada una curva parametrizada por el arco, {\displaystyle \gamma '(t)} es un vector unitario tangente a la curva en {\displaystyle \gamma (t)}. Escribiremos el vector tangente como {\displaystyle T(t)=\gamma '(t)}. Intuitivamente, cuanto más rápido cambie este vector tangente, más rápido cambia la dirección hacia la que se mueve la curva, es decir, más curvada está. Por ese motivo definimos la curvatura de {\displaystyle \gamma } como {\displaystyle \kappa (t)=\Vert T'(t)\Vert =\Vert \gamma ''(t)\Vert }. Nótese que {\displaystyle \kappa (t)>0} siempre.
Por otro lado, en los puntos donde la curvatura sea distinta de 0, podemos considerar un vector unitario {\displaystyle N(t)={\frac {\gamma ''(t)}{\kappa (t)}}}, que apunta en la dirección en que cambia el vector tangente. Como {\displaystyle T(t)} tiene norma constante, es sencillo demostrar que {\displaystyle N(t)} y {\displaystyle T(t)} son perpendiculares derivando la expresión {\displaystyle \langle T(t),T(t)\rangle =1}. Llamamos pues vector normal a {\displaystyle N(t)}.
Por último, una vez construidos los vectores {\displaystyle T(t)} y {\displaystyle N(t)}, podemos considerar el vector binormal {\displaystyle B(t)=T(t)\times N(t)} que, junto con los dos vectores anteriores, forma una base ortonormal directa de {\displaystyle \mathbb {R} ^{3}} en cada tiempo {\displaystyle t}. Es sencillo demostrar, derivando la expresión {\displaystyle \langle B(t),B(t)\rangle =1}, que {\displaystyle B'(t)\perp B(t)} y, derivando {\displaystyle B(t)=T(t)\times N(t)} y usando que {\displaystyle T'(t)=\gamma ''(t)=\kappa (t)N(t)}, que {\displaystyle B'(t)\perp T(t)}. De esto se deduce que {\displaystyle B'(t)\parallel N(t)}. Así pues, {\displaystyle B'(t)=-\tau (t)N(t)} para un cierto número real {\displaystyle \tau (t)} que llamaremos la torsión de {\displaystyle \gamma } (algunos autores toman el signo de {\displaystyle \tau (t)} al revés).
A la base ortonormal directa {\displaystyle (T(t),N(t),B(t))} la llamamos triedro de Frenet.

### Fórmulas de Frenet-Serret
Como {\displaystyle (T(t),N(t),B(t))} es una base de {\displaystyle \mathbb {R} ^{3}} para cada {\displaystyle t} y {\displaystyle T'(t),N'(t),B'(t)} son vectores de {\displaystyle \mathbb {R} ^{3}}, podemos calcular sus coeficientes en esa base. Algunos de esos coeficientes ya se han definido arriba como la curvatura y la torsión, y los demás se pueden calcular de forma sencilla derivando los productos escalares de los vectores de la base (véase Fórmulas de Frenet-Serret). Finalmente se obtiene que 
{\displaystyle {\begin{matrix}T'(t)&=&&\kappa (t)N(t)&\\&\\N'(t)&=&-\kappa (t)T(t)&&+\,\tau (t)B(t)\\&\\B'(t)&=&&-\tau (t)N(t)&\end{matrix}}}
Este conjunto de ecuaciones diferenciales se conoce como fórmulas de Frenet-Serret.

## Enunciado preciso
Dadas dos funciones {\displaystyle \kappa (t)>0,\tau (t)} de clase {\displaystyle {\mathcal {C}}^{\infty }(I)} en un cierto intervalo {\displaystyle I\subseteq \mathbb {R} }, existe una curva {\displaystyle \gamma \colon I\to \mathbb {R} ^{3}} parametrizada por el arco tales que en cada {\displaystyle t\in I} la curvatura y la torsión de {\displaystyle \gamma } son {\displaystyle \kappa (t)} y {\displaystyle \tau (t)}, respectivamente. 
Además, cualquier otra curva {\displaystyle {\bar {\gamma }}} que satisfaga las mismas condiciones diferirá de {\displaystyle \gamma } por un movimiento rígido, esto es, existirá una isometría lineal {\displaystyle f\colon \mathbb {R} ^{3}\to \mathbb {R} ^{3}} con determinante positivo y un vector {\displaystyle c\in \mathbb {R} ^{3}} tales que {\displaystyle {\bar {\gamma }}=f\circ \gamma +c} (es decir, el movimiento rígido {\displaystyle u\mapsto f(u)+c} manda la curva {\displaystyle \gamma } a la curva {\displaystyle {\bar {\gamma }}}).

## Demostración
Si conocemos los valores de {\displaystyle \kappa (t)} y {\displaystyle \tau (t)}, las fórmulas de Frenet-Serret son un sistema de ecuaciones diferenciales (una ecuación diferencial en {\displaystyle \mathbb {R} ^{9}}) para el triedro de Frenet. Si {\displaystyle \kappa (t),\tau (t)} son de clase {\displaystyle {\mathcal {C}}^{\infty }(I)}, el teorema de Picard-Lindelöf asegura existencia y unicidad de solución del sistema anterior para cada condición inicial {\displaystyle (T_{0},N_{0},B_{0})}. Es decir, dado {\displaystyle a\in I}, si imponemos que el triedro de Frenet en {\displaystyle a} sea una base ortonormal directa {\displaystyle (T_{0},N_{0},B_{0})} y que evolucione según las fórmulas de Frenet-Serret, existe un único triedro de Frenet {\displaystyle (T(t),N(t),B(t))} definido para todo {\displaystyle t\in I} que lo satisfaga. No es complicado comprobar que {\displaystyle (T(t),N(t),B(t))} continúa siendo una base ortonormal directa para cada {\displaystyle t\in I}.
Para encontrar la curva {\displaystyle \gamma (t)} integramos el vector tangente {\displaystyle T(t)} que hemos encontrado con condición inicial {\displaystyle \gamma (a)=p\in \mathbb {R} ^{3}} arbitraria, es decir, solucionamos la ecuación diferencial {\displaystyle \gamma '(t)=T(t)}, {\displaystyle \gamma (a)=p}. Esta es la curva que buscábamos, pues {\displaystyle \gamma ''(t)=T'(t)=\kappa (t)N(t)}, por lo que tiene curvatura {\displaystyle \kappa (t)}; además,
{\displaystyle \gamma '''(t)=\kappa '(t)N(t)+\kappa (t)N'(t)=\kappa '(t)N(t)-\kappa (t)^{2}T(t)-\kappa (t)\tau (t)B(t)},
y la torsión de {\displaystyle \gamma } se puede calcular como
{\displaystyle {\frac {\langle \gamma '(t)\times \gamma ''(t),\gamma '''(t)\rangle }{\kappa (t)^{2}}}} (véase geometría diferencial de curvas),
por lo que, sustituyendo los valores encontrados, resulta que vale {\displaystyle \tau (t)}, como queríamos.
En cuanto a la unicidad, si {\displaystyle {\bar {\gamma }}} es otra curva con {\displaystyle {\bar {\kappa }}(t)=\kappa (t),{\bar {\tau }}(t)=\tau (t)}. Veamos que {\displaystyle {\bar {\gamma }}} difiere de {\displaystyle \gamma } sólo por un movimiento rígido. En efecto, sean {\displaystyle (T_{0},N_{0},B_{0})} y {\displaystyle ({\bar {T}}_{0},{\bar {N}}_{0},{\bar {B}}_{0})} los triedros de Frenet de {\displaystyle \gamma } y {\displaystyle {\bar {\gamma }}} en {\displaystyle t=a}, respectivamente. Como {\displaystyle (T_{0},N_{0},B_{0})} y {\displaystyle ({\bar {T}}_{0},{\bar {N}}_{0},{\bar {B}}_{0})} son unas bases ortonormales directas (por serlo cualquier triedro de Frenet), existe una isometría lineal directa {\displaystyle f} que envía una base a la otra. Por una traslación, podemos hacer que coincidan también los puntos {\displaystyle {\bar {\gamma }}(a)} y {\displaystyle p=\gamma (a)}. Entonces, por unicidad de las soluciones de las ecuaciones diferenciales anteriores (por el teorema de Picard-Lindelöf), {\displaystyle \gamma } y la imagen de {\displaystyle {\bar {\gamma }}} por la composición de {\displaystyle f} y la traslación (es decir, un movimiento rígido de {\displaystyle {\bar {\gamma }}}) deben ser iguales, que es lo que queríamos demostrar. {\displaystyle \quad \square }